# Jelsi
Jelsi là một đô thị ở tỉnh Campobasso trong vùng Molise thuộc nước Ý, có vị trí cách khoảng 12 km về phía đông nam của Campobasso. Tại thời điểm ngày 31 tháng 12 năm 2004, đô thị này có dân số 1.866 người và diện tích là 28,5 km².
Jelsi giáp các đô thị: Campodipietra, Cercemaggiore, Gildone, Pietracatella, Riccia, Toro.